# Лунев
Лунев (пол. Łuniew) — село в Польщі, у гміні Мєндзижець-Підляський Більського повіту Люблінського воєводства.
Населення — 192 особи (2011).
У 1975-1998 роках село належало до Білопідляського воєводства.

## Демографія
Демографічна структура станом на 31 березня 2011 року:
|          | Загалом | Допрацездатний вік | Працездатний вік | Постпрацездатний вік |
| -------- | ------- | ------------------ | ---------------- | -------------------- |
| Чоловіки | 101     | 26                 | 62               | 13                   |
| Жінки    | 91      | 11                 | 54               | 26                   |
| Разом    | 192     | 37                 | 116              | 39                   |